# ラクダ・パブリシング
ラクダ・パブリシングは日本の出版社。現代アート誌『filemagazineCREATORS』、『創的戯言雑誌』などを発行。

## 代表
森岡ノリユキ - 編集者、フリージャーナリスト。JICC出版局、教育雑誌編集者、毎日新聞社『エコノミスト』誌デザイナーを経て、現在は記者、編集者・デザイナーとして幅広く活動している。

## 刊行物
- 『filemagazine CREATORS』1999年創刊（既刊5号「vol.5」）。
- 『創的戯言雑誌』2000年創刊（既刊1号「赤ノ号」）。

## デザイン作品（2012〜）
- 『MPEG WORLD』（月刊：英知出版）
- 『デラべっぴん』（月刊：英知出版）
- 『ビデオボーイ』（月刊：英知出版）
- 『スコラ』（月刊：エンカウンター）
- 『ベストカー』（隔週刊：講談社・講談社ビーシー）
- 『FENEK』（月刊：講談社・講談社ビーシー）
- 『ベストカープラス』（月刊：講談社・講談社ビーシー）
- 『2015東京モーターショーガイド』（ムック：講談社・講談社ビーシー）
- 『SALTY！』（月刊：交通タイムス社）
- 『天使と悪魔超絶図鑑』（書籍：永岡書店）
- 『MONOQLO』（月刊：晋遊舎）
- 『MONOQLOベストバイ of the year2014』（ムック：晋遊舎）
- 『この県がすごい！ 47都道府県サヨク汚染度ランキング』（ムック：晋遊舎）
- 『ギブソンJー45 永久保存ガイド』（ムック：晋遊舎）
- 『2018SAPAガイド』（ムック：講談社：講談社ビーシー）
- 『アングリングソルト』（隔月刊：コスミック出版）

ほか多数

## 編集・執筆作品
- 『喝采』（会報：博多座）
- 『マイコンレーダー』（月刊：第一法規出版）
- 『総合教育技術』（月刊：小学館）
- 『応仁の乱人物データファイル120』（書籍：講談社）
- 『ビジネスコミュ力UPの会話力＆文章力』（教材：アイ・イーシー）
- 『捨てる技術』（教材：アイ・イーシー）
- 『任せる技術』（教材：アイ・イーシー）
- 『悩まない技術』（教材：アイ・イーシー）
- 『お客様の心を動かす かんたん手書きレター』（教材：アイ・イーシー）
- 『ビジネスペン字練習帳』（手本：利根川秀佳）（教材：アイ・イーシー）
- 『仕事のスクラップ＆ビルド』（教材：アイ・イーシー）
- 『ロジカルに書く技術・伝える技術』（教材：日本技能教育開発センター）

ほか多数

## 私家版
- 『勝手に師匠と呼ばせて！〜クリストファー・ネメス、工藤強勝etc』
- 『ぶどう畑』
- 『移住者いじめの実態』
- 『丸石〜勝沼地区の道祖神』

| スタブアイコン | サブスタブ | この項目は、まだ閲覧者の調べものの参照としては役立たない、企業に関連した書きかけの項目です。この項目を加筆・訂正などしてくださる協力者を求めています（PJ:経済）。 |